# Kulesze Kościelne
Pour la gmina, voir Kulesze Kościelne (gmina).
Kulesze Kościelne est un village polonais de la gmina de Kulesze Kościelne, dans le powiat de Wysokie Mazowieckie, voïvodie de Podlachie, au nord-est du pays.
Il est situé à environ 13 km au nord de Wysokie Mazowieckie et à 46 km à l'ouest de la capitale régionale Białystok.